# Congri
Le congri est un plat cubain composé de riz et de haricots noirs ou rouges préparés ensemble dans une même casserole. 
À Cuba, on les laisse tremper toute une nuit dans une casserole pleine d'eau, ce qui facilite la cuisson.
On les prépare dans une cocotte minute, tout d'abord pour les ramollir, puis on ajoute les épices pour le goût : de l'ail écrasé, du piment haché, des feuilles de laurier, de l'origan, du cumin et du poivre. Enfin, on verse le riz dans les haricots et on laisse cuire 25 minutes environ à feu très doux. En fin de cuisson, il ne doit plus rester d'eau.
Il est parfois confondu avec le Moros y cristianos, un plat cubain très similaire.